# امیرحسین غلامی
امیرحسین غلامی (زادهٔ ۲۶ آذر ۱۳۷۶) بازیکن فوتبال اهل ایران است که در پست هافبک بازی می‌کند.